# Zenit (azienda)
Zenit (in russo Зени́т?) è un marchio di produzione di fotocamere sovietico, poi russo, della Krasnogorskij mechaničeskij zavod, azienda con sede a Krasnogorsk, vicino a Mosca, dal 1952 e dagli anni 1970 dalla BelOMO in Bielorussia.
Il marchio Zenit è associato alle fotocamere SLR da 35 mm, mentre altri tipi di fotocamere furono commercializzati con altri marchi comunque legati all'azienda sovietica: Zorki per le fotocamere 35 mm a telemetro, Moskva e Iskra per le medio formato e Horizon per le panoramiche. Tra gli anni sessanta e settanta, le Zenit furono esportate da Mašpriborintorg in 74 Paesi.
Il marchio è spesso riportato in caratteri latini come Zenit sia sulle fotocamere sia sui manuali di servizio pubblicati dall'importatore (TOE), anche se molti corpi macchina hanno mantenuto il classico logo in caratteri cirillici.

## Storia

### I primi anni

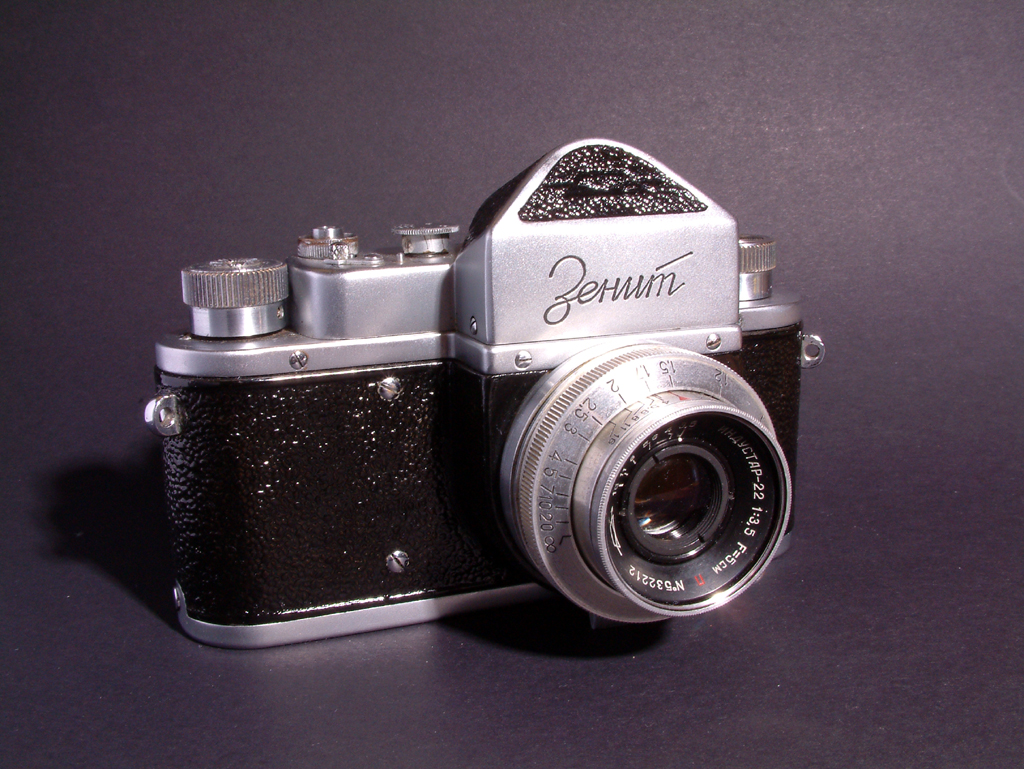
Il primo modello prodotto dalla Zenit nel 1952

Il primo modello di Zenit si basava sulla fotocamera a telemetro Zorki (una copia della Leica II). Nel trasformare la Zorki in una reflex dotata di specchio, fu preso l'approccio più semplice: fu rimosso il telemetro dalla parte superiore e venne sostituito da un vetro smerigliato semplice e da un prisma; fu aggiunto uno specchio nella parte posteriore, con un sistema di regolazione corda-e-puleggia e il bocchettone per l'innesto degli obiettivi M39x1 venne spostato in avanti per fare spazio allo specchio all'interno.

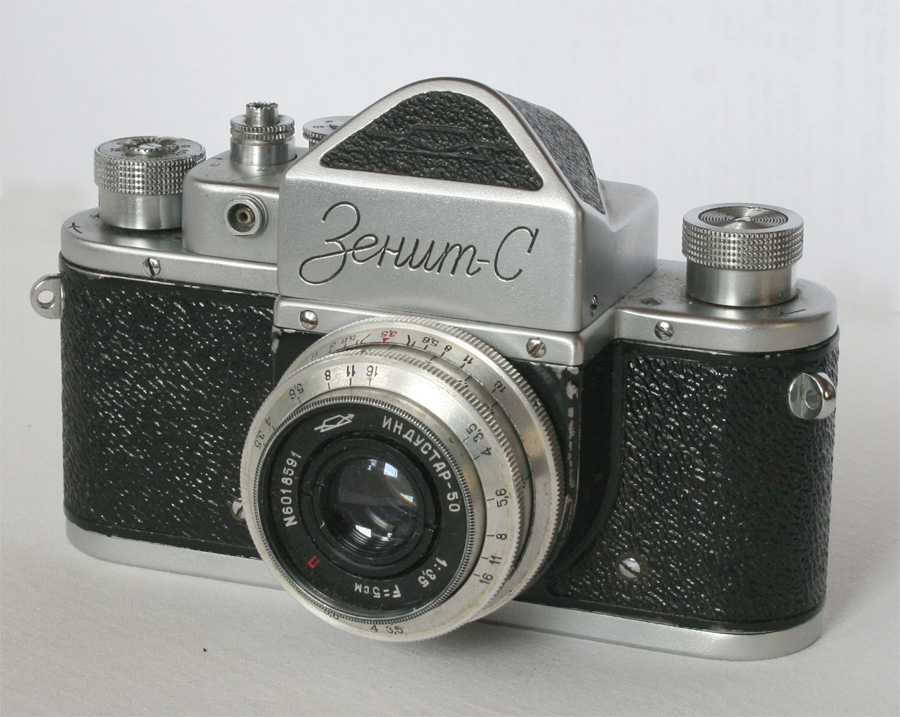
Zenit-S (Synchronized), 1955

Nel 1952 la Agfa costruì reflex e fotocamere compatte per la Zenit. Durante i primi anni di produzione (fino al modello Zenit-E del 1967) lo sviluppo delle macchine fotografiche Zenit ricalcò fedelmente quello delle Zorki a telemetro. Ad esempio, la Zenit-S aveva una porta PC-sincro per l'innesto di flash esterni (esattamente come la Zorki-S) e la Zenit-3M venne sviluppata basandosi sulla sorella Zorki-6, anch'essa dotata di telemetro. Per questo motivo, per gli standard di una reflex di quei tempi, il pentaprisma di tutte le Zenit classiche era notevolmente sottodimensionato, e il mirino mostrava solamente circa due terzi delle dimensioni reali dell'inquadratura.

### La Zenit-E e i suoi successori

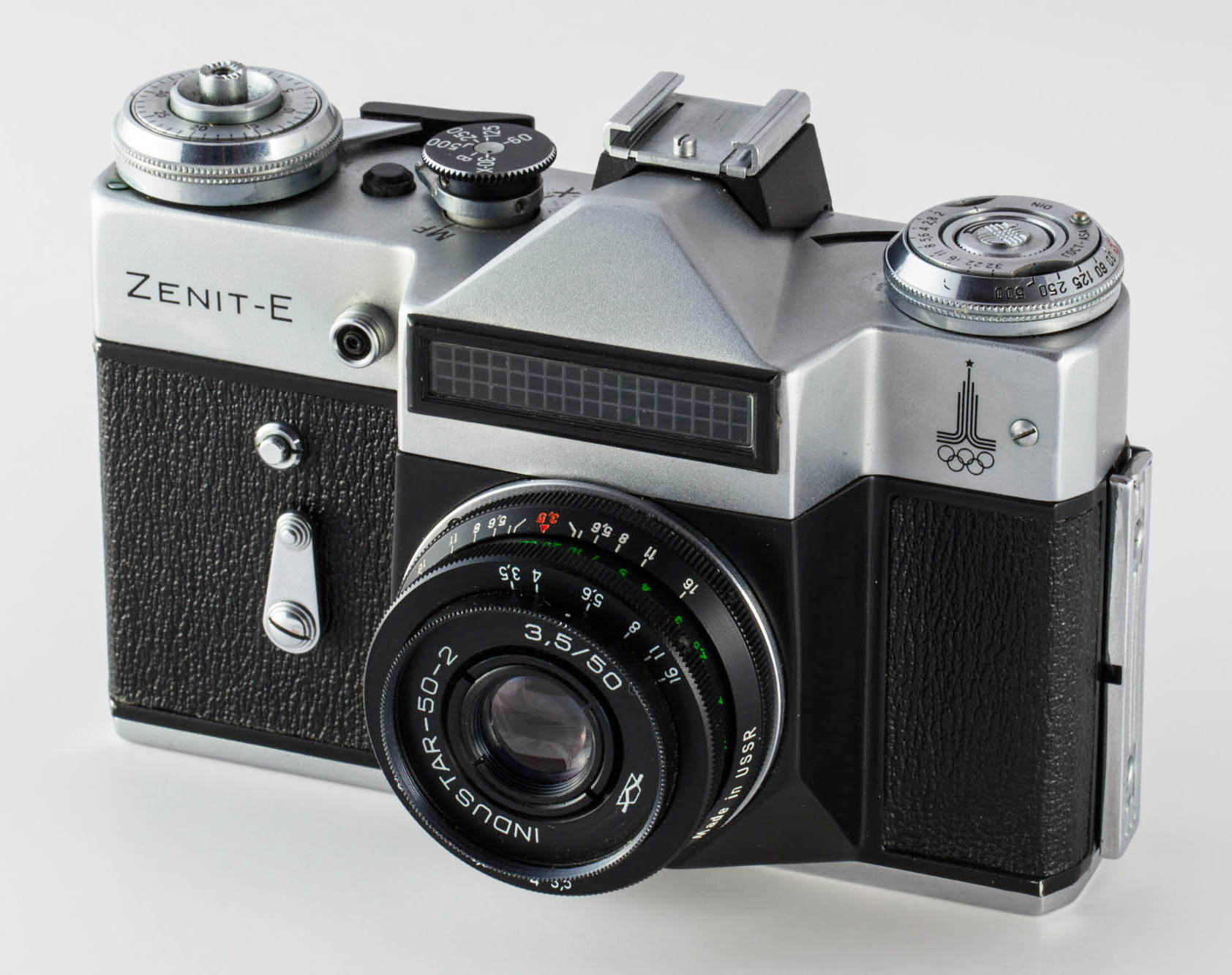
Zenit E con lente Industar 50-2 50/3.5 e esposimetro a celle di selenio

Durante il 1967 e fino a tutto il 1969 la fabbrica KMZ costruì una catena di montaggio di stampaggio pressofuso, permettendo la produzione di massa di uno dei modelli più famosi della produzione sovietica: la Zenit-E. Lo standard di attacco venne cambiato nel più comune M42×1 (noto anche come attacco Praktica) e fu sviluppato anche uno specchio a ritorno istantaneo. Il successo fu pressoché istantaneo, e la Zenit-E (insieme ai suoi sottomodelli) venne prodotta in più di 12 milioni di esemplari. Era una macchina fotografica pesante e durevole, con una componentistica interna dal design estremamente semplice, seguendo i dettami della produzione sovietica: "quello che non c'è, non si può rompere". L'apertura automatica del diaframma non fu resa disponibile fino all'introduzione della Zenit-EM (1972), che utilizzava un meccanismo diretto che collega il pulsante di scatto con il meccanismo di apertura, aumentando in modo significativo lo sforzo pressorio necessario per azionare l'otturatore. La produzione includeva sia modelli con attacco M39×1 sia M42×1 (per i modelli Zenit E e Zenit B). I modelli successivi furono prodotti solo con attacco M42×1 e, negli ultimi modelli, con attacco a baionetta Pentax K.

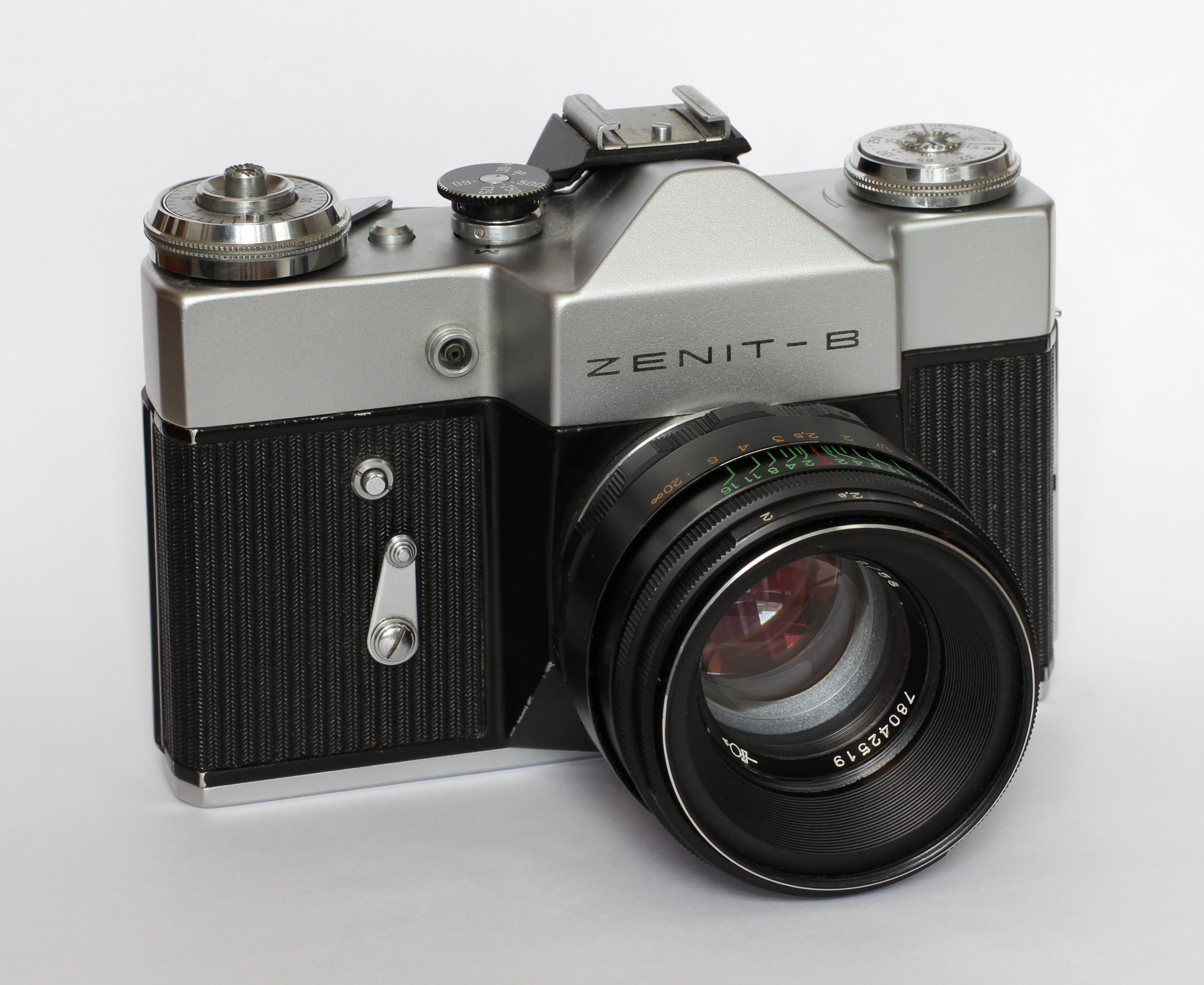
Zenit-B con lenti Helios-44-2

Verso la fine del XX secolo, il retaggio delle Zenit-E divenne un ostacolo per lo sviluppo di modelli più moderni. Questo perché quasi tutti i modelli Zenit di fascia bassa, fino alla recente 412DX, erano basati sul telaio della Zenit-E pressofuso, rispettando la filosofia sovietica che "una macchina fotografica grezza ma a prezzi accessibili era meglio di non averne nessuna". I principali eventi della serie di sviluppo della linea della Zenit-E furono:
- L'introduzione del diaframma automatico con la Zenit-EM
- Misurazione esposimetrica TTL (piuttosto che con una cella al selenio) con la Zenit-TTL
- Adozione della baionetta Pentax-K con la Zenit-122K
- Introduzione del codice DX (piuttosto che la selezione manuale degli ISO) con la Zenit-412DX La Zenit-E fu venduta anche con livrea commemorativa per le Olimpiadi di Mosca del 1980. Questa versione è particolarmente ricercata dai collezionisti.

### Modelli avanzati
l primo tentativo della fabbrica KMZ di introdurre un modello professionale venne concretizzato nel 1958 con il modello Start. Questa fotocamera aveva la velocità dell'otturatore fino a 1/1000, un obiettivo con diaframma automatico con sistema breech-mount, e persino una lama per tagliare la parte finale della pellicola non esposta. Il fotografo poteva scegliere tra un pentaprisma e un mirino a pozzetto. Lo svantaggio principale della Start fu attribuito alla mancanza di lenti; un solo obiettivo (il celeberrimo Helios-44 f2 / 58) fu costruito direttamente per questo sistema di montaggio.

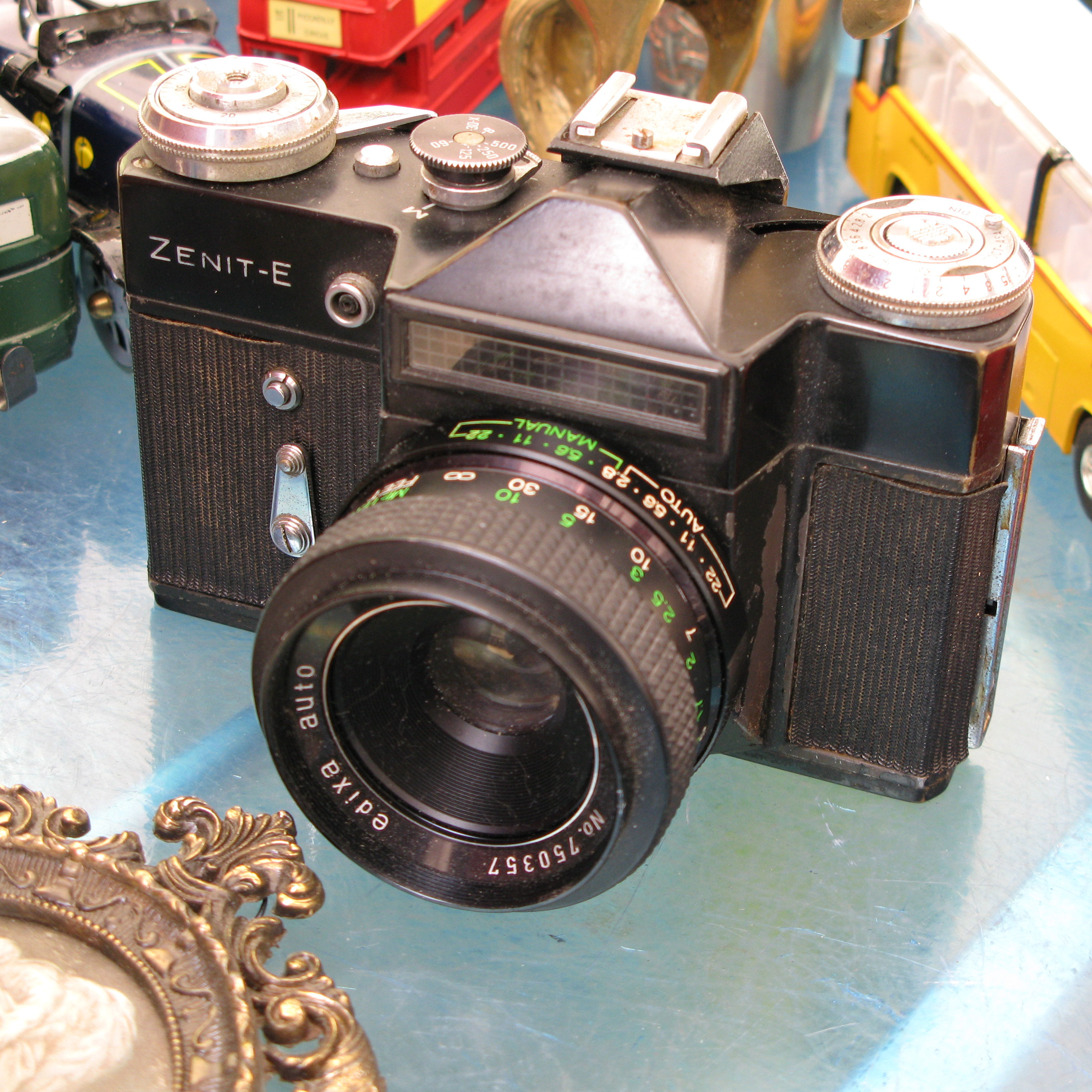
Zenit-E

Con il successo della Zeiss-Ikon Contaflex nella metà degli anni 1950 e i suoi successori Bessamatic, Retina- e Paxette-reflex, il tentativo successivo di Zenit fu la Zenit-4 (1964), -5 e -6. Queste erano basate sulla Voigtländer Bessamatic con otturatore Compur. La scarsa affidabilità e gli alti costi di questo otturatore, in contrasto con il design classico e crudo Zenit fecero capire alla KMZ di aver preso una strada sbagliata: Tuttavia, la Zenit-5 è stata la prima reflex sovietica reflex motorizzata, così come venne costruito il primo obiettivo zoom (Rubin-1c 2.8 / 37-80, basato sul disegno del Voigtländer Zoomar)
In seguito a questi modelli, ci furono altri due tentativi di costruire apparecchiature fotografiche di fascia alta: la Zenit-7 (1968) e la Zenit-D (1969). Entrambe erano dotate di una tendina dell'otturatore completamente nuova. La Zenit-D venne anche dotata di un programma di esposizione automatica. Il suo tempo di scatto venne portato a 1/125 di secondo, per raggiungere la sincronizzazione X-sync dei flash. Esse avevano il loro innesto proprietario a baionetta ("Mount 7" e "mount D", rispettivamente), che ha contribuito a sviluppare funzioni più avanzate per queste fotocamere. Vi erano anche piani per sviluppare una linea completa di ottiche, ma il nuovo otturatore si dimostrò ben presto troppo complicato e inaffidabile. La produzione venne fermata poco dopo, e gli unici obiettivi costruiti per i nuovi supporti furono solo modelli standard. Per ironia della sorte, la Start, la Zenit-7 e la Zenit-D utilizzavano lo stesso obiettivo "normale" - un Helios-44 2 da 58mm. La Zenit-D è una delle macchine fotografiche più rare dell'intera produzione Zenit: fu prodotta in soli 63 esemplari.
La Zenit 12-XP con il suo obiettivo Helios 58mm f/2 e tendina dell'otturatore in tessuto fu ampiamente commercializzata anche da negozi di fotografia occidentali, persino negli Stati Uniti. Molte fotocamere d'esportazione con il marchio Zenit venivano semplicemente dotate di un nuovo marchio, spesso in forma di una sottile placchetta di metallo, abbastanza facile da sollevare delicatamente per rivelare il marchio originale. Il sistema esposimetrico TTL era abbastanza preciso per i tempi. Il prezzo di questa macchina fotografica nel 1981 era di 110 dollari statunitensi. I russi erano convinti che la focale di 58 millimetri fosse consona al range di visibilità dell'occhio umano, rispetto ai 50 mm standard utilizzati in tutto il mondo dagli altri obiettivi "normali". La fotocamera aveva anche un programma T per esposizioni a tempo, il che la rendeva una buona scelta per gli amatori dell'astrofotografia.
Dopo un'altra fotocamera di scarso successo (Zenit-16) che venne prodotta in quantità molto limitate, nel 1979 iniziò la produzione della Zenit-19. Questa era una macchina fotografica con un otturatore sul piano focale di tipo elettromagnetico, un innesto dell'obiettivo M42, e una velocità dell'otturatore spaziante da 1 secondo a 1/1000 di secondo. La sincronizzazione X-sync era 1/60 o 1/125 (la fotocamera venne modificata durante la produzione). Inoltre dispone di modalità di scatto solo manuale. La Zenit-19 è stata, forse, lo stato dell'arte della produzione fotografica sovietica con attacco a vite M42.

### I modelli con attacco Pentax-K

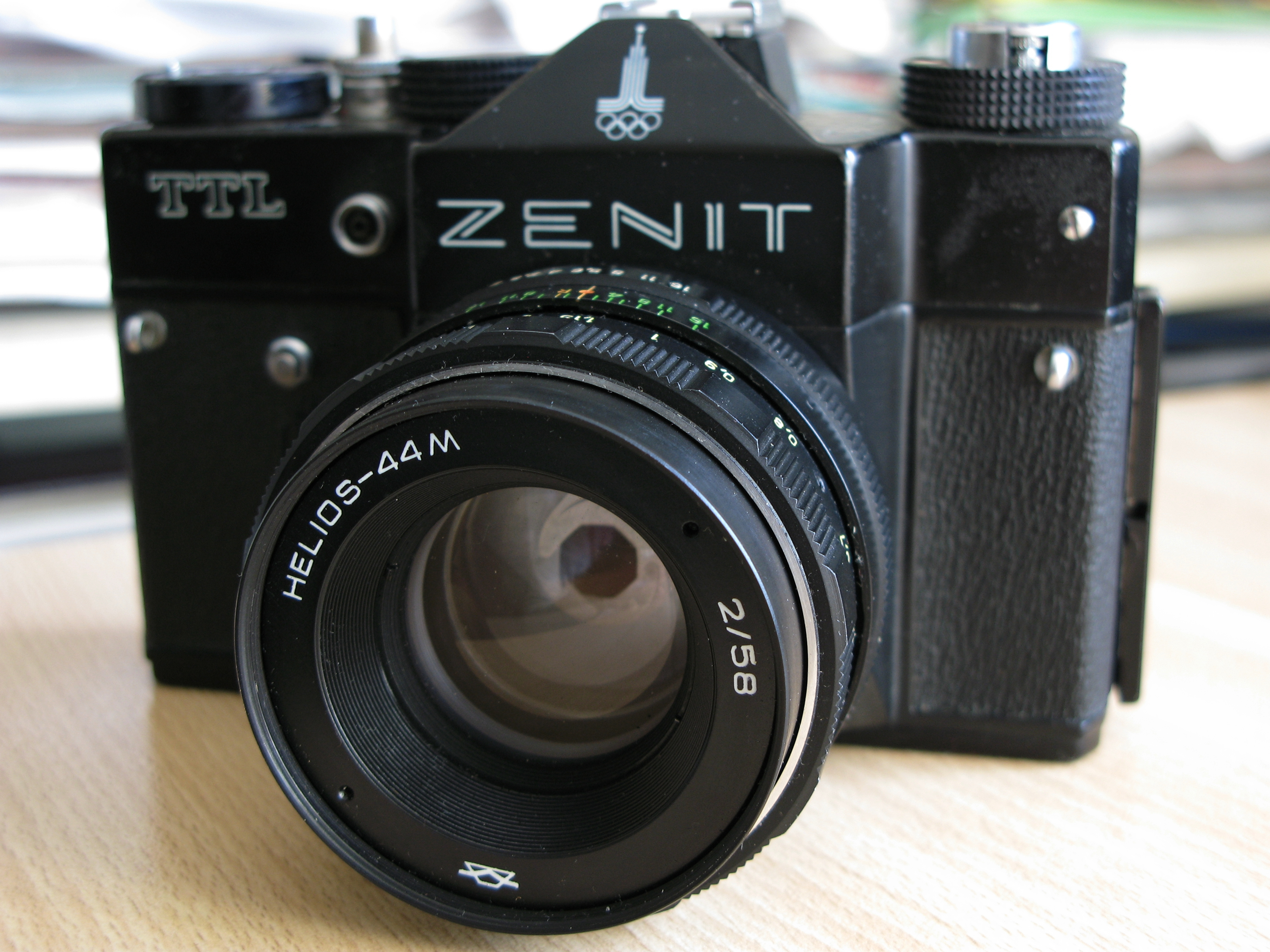
Zenit TTL

Nel 1984 la Zenit-Automat entrò in produzione: si distingueva per l'attacco a baionetta Pentax (distribuito liberamente dalla casa madre) e da un otturatore focale con tendine di stoffa orizzontali. La modalità di funzionamento era limitata unicamente alla priorità dei diaframmi. La fotocamera venne modificata nel 1988, per includere otturatore FZL-84 con tende in metallo ad azione verticale, e venne rinominata in Zenit-AM. La Zenit-AM2 era una versione più economica della stessa, senza l'autoscatto.
Il modello successivo della linea con attacco PK fu la Zenit-APK. La sua caratteristica distintiva era l'introduzione di una modalità di scatto manuale oltre alla priorità dei diaframmi. L'originale otturatore FZL-84 venne cambiato con un otturatore con licenza 'Copal Square'.

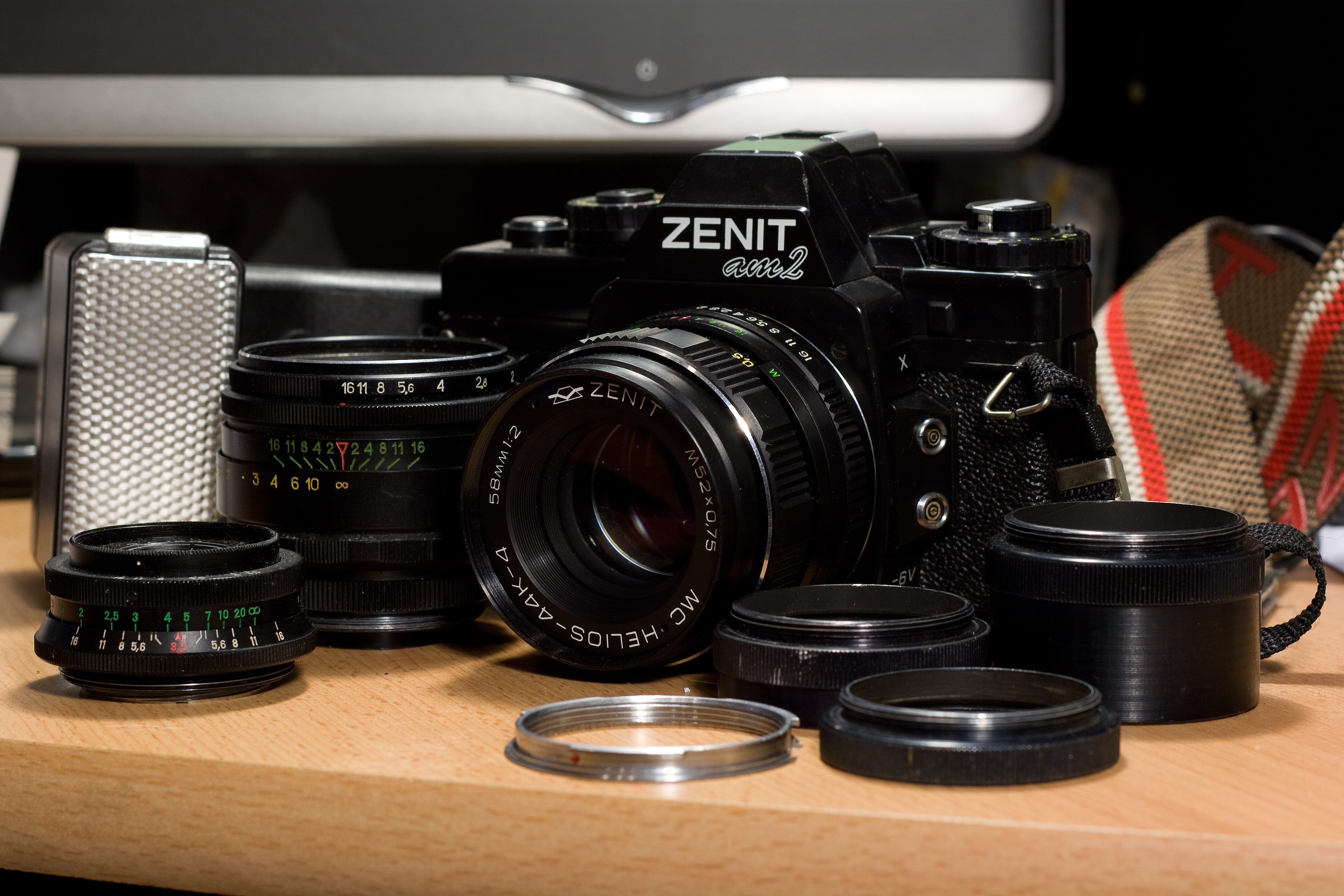
Zenit-AM-2 con accessori

Il modello più recente è la Zenit-KM del 2001. Questa è la seconda fotocamera dotata di microprocessore della gamma Zenit (la prima è stata la seconda variante della Zenit-Automat), e la seconda (dopo la Zenit-5) fotocamera reflex motorizzata costruita dalla KMZ. I tempi di scatto vanno da 1/2000 a 1 secondo (e fino a 16 secondi in modalità automatica) La modalità X-sync è a 1/125 di secondo, e la fotocamera comprende un otturatore manuale a priorità di apertura, codifica DX con un range 50-3200 ISO. Nel 2004, la KM ha ricevuto alcuni miglioramenti ed è stata ribattezzata per l'Zenit-KM Plus.
La Zenit-KM Plus è stata l'ultima macchina fotografica prodotta dalla Zenit; a partire dal 2005 tutta la produzione nella fabbrica di Krasnogorsk venne fermata.

### Politica di esportazione sovietica
In Occidente, il successo della linea Zenit fu maggiore nel Regno Unito, e fu dovuto principalmente alla attività di marketing di servizio presenti nel Paese, e in secondo luogo il carico fiscale ridotto fino a due terzi sulle fotocamere importate. Ingenti quantitativi vennero venduti da discount tedeschi come Foto-Quelle e Neckermann.

### Obiettivi standard
La Zenit originale venne equipaggiata con la copia del Zeiss Tessar 50mm f/2, molto robusta, avente denominazione "Industar". Essi erano taglienti e ben definiti, ma dal contrasto poco elevato tipico delle lenti senza trattamento antiriflesso. L'obiettivo più importante, però, è il celeberrimo Helios 58mm f/2 a 6 elementi, basato sull'altrettanto celebre Zeiss Biotar del 1930. Tale obiettivo è oggi abbastanza ricercato per il particolare bokeh che riesce a procurare, onirico e vorticoso, anche sulle più moderne reflex e mirrorless digitali, attraverso l'uso di economici adattatori.

## Modelli

### Prime fotocamere

#### Caricamento inferiore
- Zenit (1953–56)
- Zenit-S (1955–61)
- Zenit-3 (1960–62)

#### Caricamento posteriore
- Kristall/Crystal (1961–62)
- Zenit-3M (1962–70)

### Fotocamere semiautomatiche Linea Zenit-4
- Zenit-4
- Zenit-5
- Zenit-6

### Linea Zenit-E

#### Modelli con un esposimetro con cella di selenio
- Zenit-E
- Zenit-V, nota anche come Zenit-B (identica alla E ma priva di esposimetro)
- Zenit-EM
- Zenit-VM, nota anche come Zenit-BM (identica alla EM ma priva di esposimetro)
- Zenit-ET
- Zenit-10
- Zenit-11

#### Fotocamere con TTL e M42
- Zenit-TTL
- Zenit-12
- Zenit-12xp, Zenit-12sd
- Zenit-122
- Zenit-122V, nota anche come Zenit-122B
- Zenit-312m
- Zenit-412DX
- Zenit-412LS

#### Fotocamere con TTL e Pentax K
- Zenit-122K
- Zenit-212K

### Fotocamere con attacco non standard
- Start
- Zenit-7
- Zenit-D

### Fotocamere semiautomatiche M42
- Zenit-16
- Zenit-19
- Zenit-18
- Zenit-MT-1 Surprise (variante a mezzo fotogramma della Zenit-19)

### Linea Zenit-Ax (con attacco Pentax K)
- Zenit-Automat, nota anche come Zenit-Auto
- Zenit-AM
- Zenit-AM2
- Zenit-APM
- Zenit-APK
- Zenit-KM
- Zenit-KM plus

### Linea Zenit-DF (con attacco Minolta/Rokkor creato da Seagull)
- Zenit DF-2, lo stesso del Seagull DF-2
- Zenit DF-2ETM, lo stesso del Seagull DF-2ETM
- Zenit DF-300, lo stesso del Seagull DF-300
- Zenit DF-300x, lo stesso del Seagull DF-300x2

### Photosniper

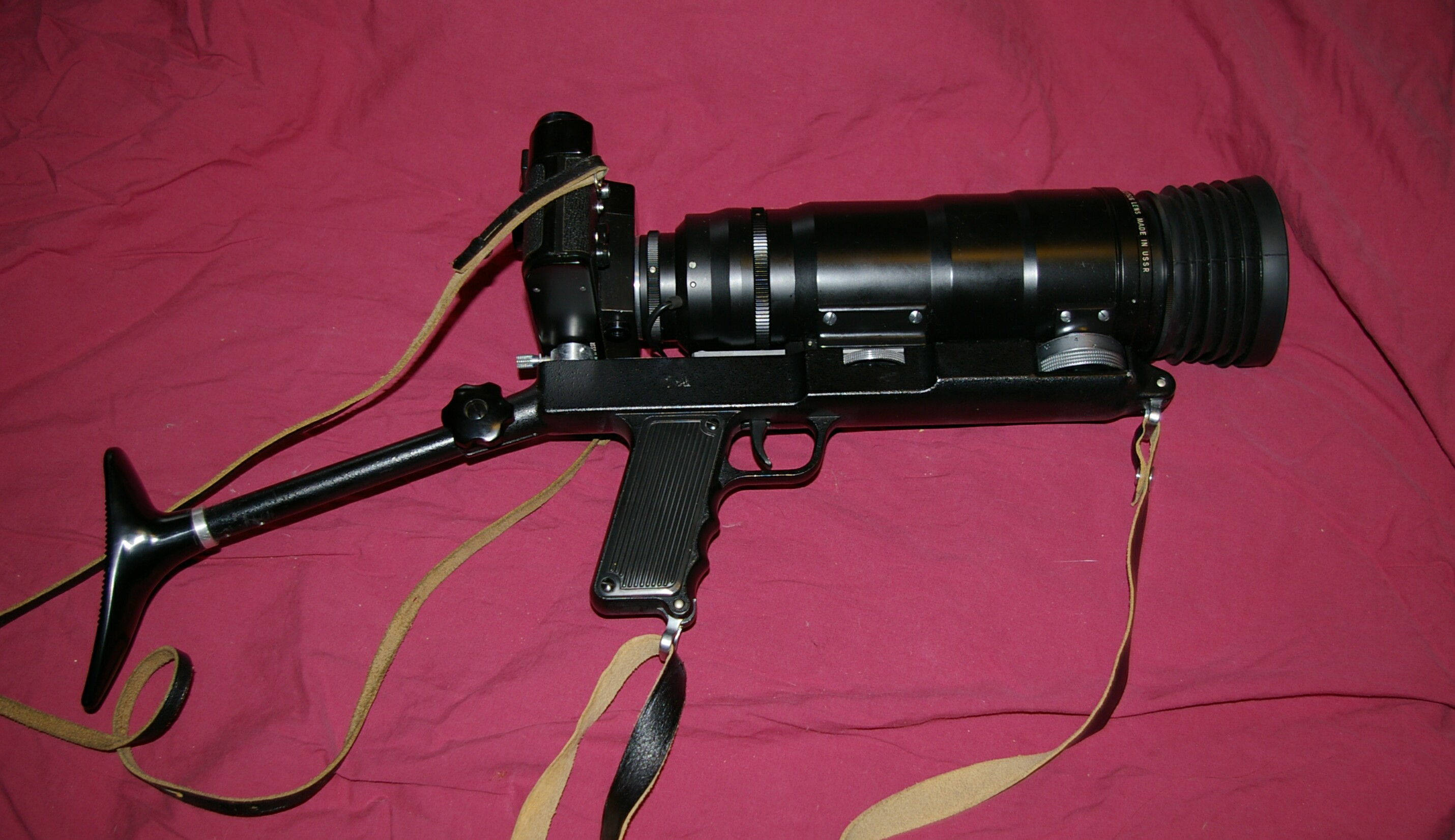
Photosniper 12S

Una stravaganza della gamma di telecamere Zenit fu il cosiddetto kit FotoSnaiper (o Photosniper), che consisteva in una custodia (in pelle o in metallo) una pistole e portainnesto, filtri e un 300 mm f4.5 Tair-3 lens, una lente normale e un adattatore Zenit per il kit dello scatto con impugnatura a fucile.
Modelli prodotti
- FS-2 (basato sulla FED RF)
- FS-3 (basato sulla Zenit-E)
- FS-12 (basato sulla Zenit-12 e Zenit-TTL)
- FS-12-3 (basato sulla Zenit-12xp)
- FS-122 (basato sulla Zenit-122)
- FS-412 (basato sulla Zenit-412DX)

Modelli a bassa produzione e prototipi
- FS-4
- FS-4M
- FS-5